# Bananenketchup

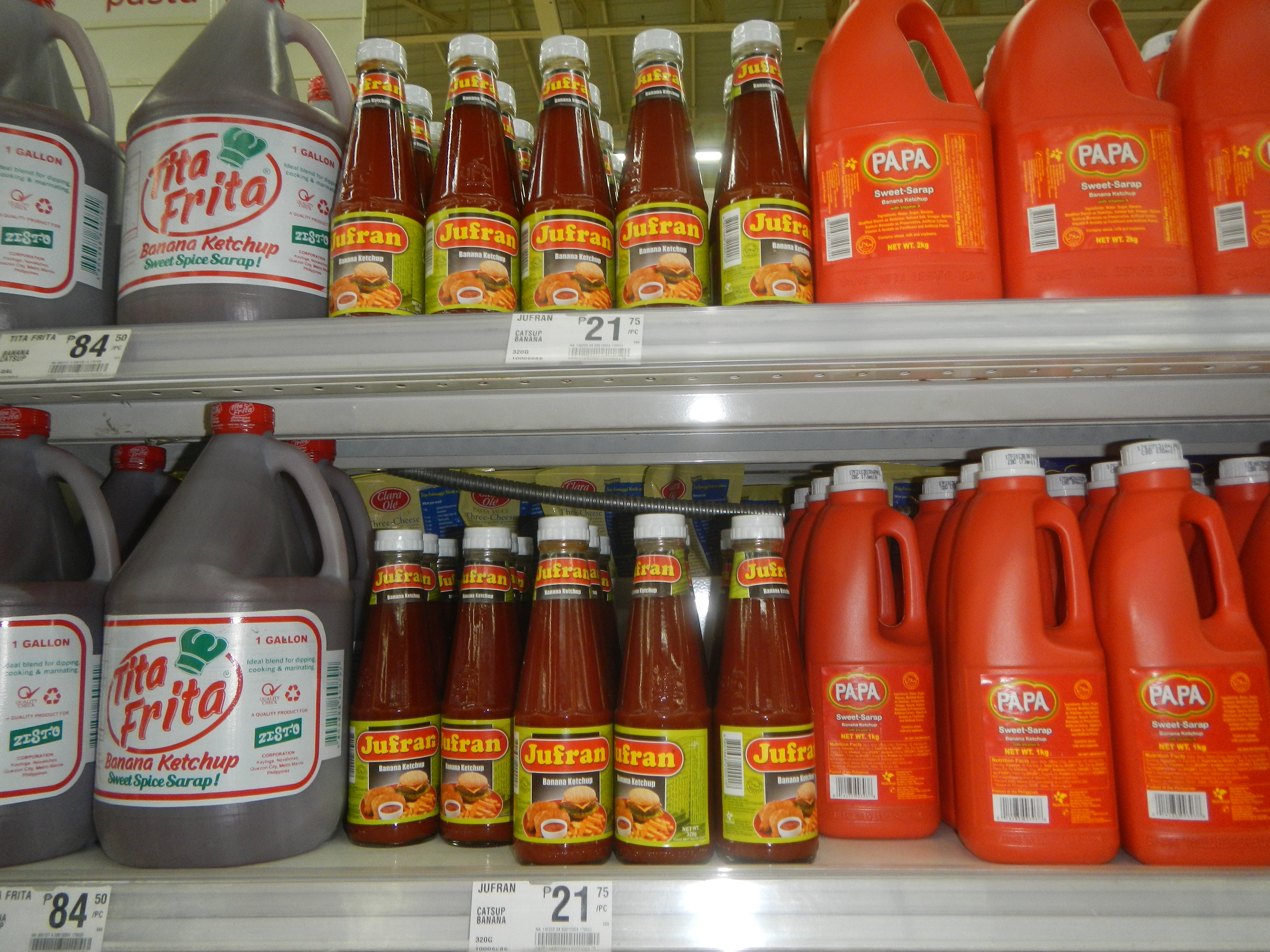
Regal mit verschiedenen Bananenketchups

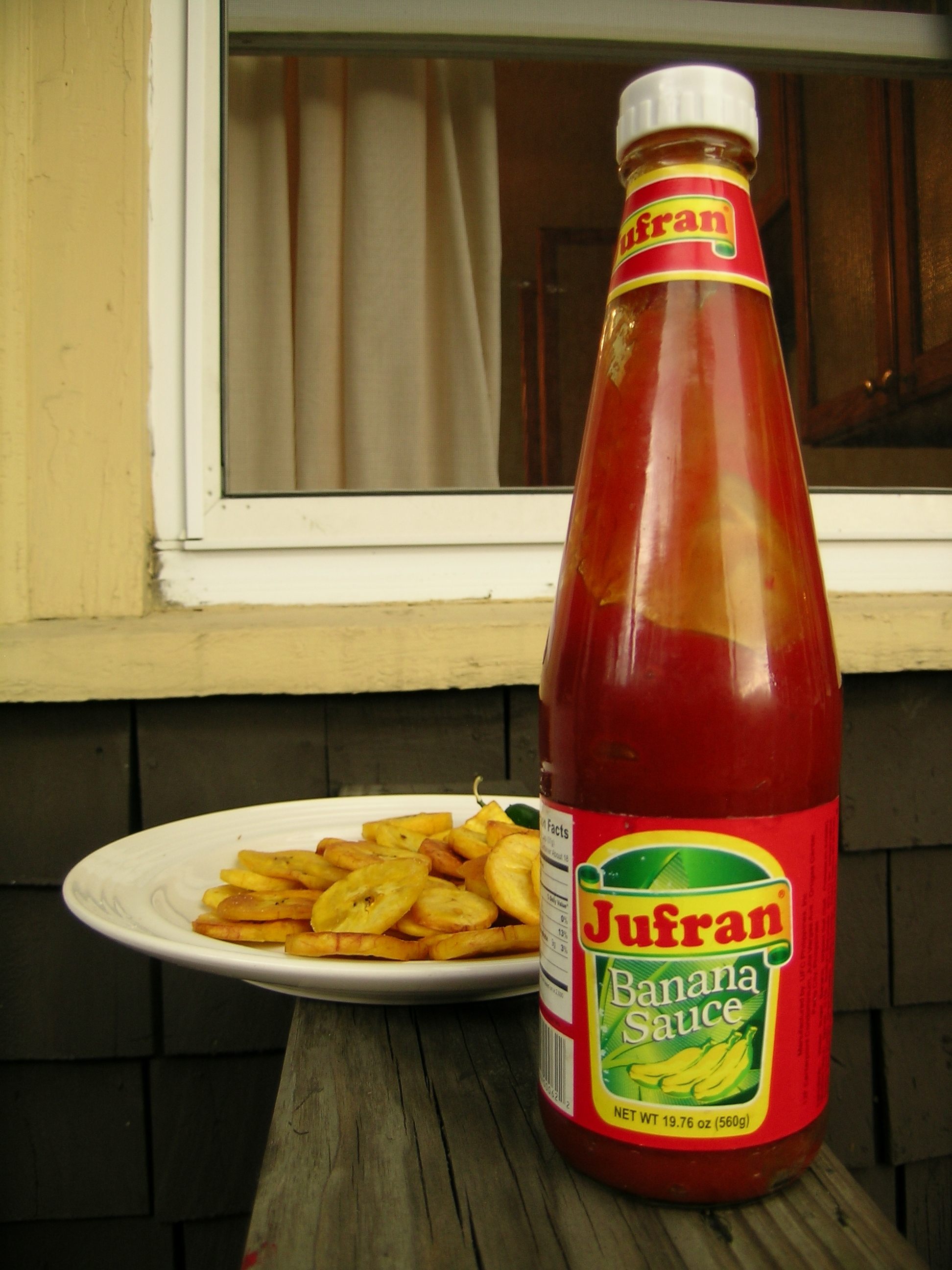
Bananenketchup der Marke Jufran

Bananenketchup ist ein beliebtes philippinisches Fruchtketchup-Gewürz aus Bananen, Zucker, Essig und Gewürzen. Seine natürliche Farbe ist bräunlich-gelb, er wird aber oft rot gefärbt, um Tomatenketchup zu ähneln. Bananenketchup wurde erstmals während des Zweiten Weltkriegs auf den Philippinen hergestellt, da während des Krieges Tomaten knapp waren, aber vergleichsweise viele Bananen produziert wurden.

## Geschichte
Ab etwa 1901 standen weite Teile der Philippinen unter US-amerikanischer Verwaltung, und die Amerikaner brachten amerikanische Gewürze und Ketchup mit. Die philippinische Lebensmitteltechnikerin Maria Orosa wollte die Philippinen unabhängiger von importierten Waren machen. Darunter war auch das besonders beliebte Ketchup, für das sie ein Rezept aus Bananen und etwas roter Farbe entwickelte. Angeblich stieg die Popularität des Bananenketchups, nachdem den amerikanischen Soldaten auf den Philippinen der Tomatenketchup ausgegangen war. Denn Tomaten waren schwer zu bekommen, die Bananenernte hingegen fiel üppig aus, und Bananenketchup wurde dank der großen Nachfrage seitens der Amerikaner sehr beliebt.
Magdalo V. Francisco soll 1938 an seiner eigenen Methode zur Herstellung eines Bananenketchups gearbeitet haben. Unter der Marke Mafran kommerzialisierte er als erster das Produkt. Als er in den 1960er Jahren sein Geschäft ausbauen wollte, fand er in Tirso Reyes einen Partner und gründete die Universal Food Corporation (UFC). Später gründete er die Jufran Food Industries, wo er mit der Herstellung von Jufran Banana Catsup begann.
Bananenketchup kann weltweit überall dort angetroffen werden, wo größere Gruppen von Filipinos in der Bevölkerung vertreten sind, so z. B. in den Vereinigten Staaten von Amerika, Hongkong, Frankreich und Australien.

## Geschmack und Verwendung
Für ihr Bananenketchup-Rezept verwendete Orosa traditionelle Tomatenketchup-Zutaten wie Essig, Zucker und Gewürze. Die bräunliche Farbe der Soße war nicht sehr ansprechend, daher benutzte sie zusätzlich rote Lebensmittelfarbe. Bananenketchup ist süßer als Tomatenketchup.
In philippinischen Haushalten wird es traditionell zu Tortang Talong gereicht, einer in Ei getauchten Auberginenscheibe, die zum Frühstück oder Mittagessen serviert wird. Für philippinische Spaghetti wird Bananenketchup erhitzt und mit in Scheiben geschnittenen Hot-Dogs vermischt unter die Nudeln geschwenkt. Bananenketchup wird zudem gerne für Gerichte genommen, denen eine fruchtige Note verliehen werden soll, so auch zu Eiern, Reis, Fleisch oder Gemüse.